# توماس فرنسيس بايارد
توماس فرنسيس بايارد (بالإنجليزية: Thomas F. Bayard) (29 تشرين الأول أكتوبر 1828-28 ايلول سبتمبر 1898) محام وسياسي ودبلوماسي أمريكي من ويلمنغتون (ديلاوير) انتمى للحزب الديمقراطي .انتخب عضواً في مجلس الشيوخ الأمريكي بين عامي 1869 إلى 1885 حين عينه الرئيس جروفر كليفلاند وزيراً للخارجية عام 1885. وترك وزارة الخارجية مع انتهاء فترة رئاسة الرئيس جروفر كليفلاند. بعد أربع سنوات من الانقطاع السياسي عينه الرئيس جروفر كليفلاند (خلال فترة رئاسته الثانية) سفيراً لدى المملكة المتحدة عام 1893 وبقى في هذا المنصب إلى 1897.

## روابط خارجية
- توماس فرنسيس بايارد على موقع الموسوعة البريطانية (الإنجليزية)
- توماس فرنسيس بايارد على موقع إن إن دي بي (الإنجليزية)